# 馬爾哈姆峰

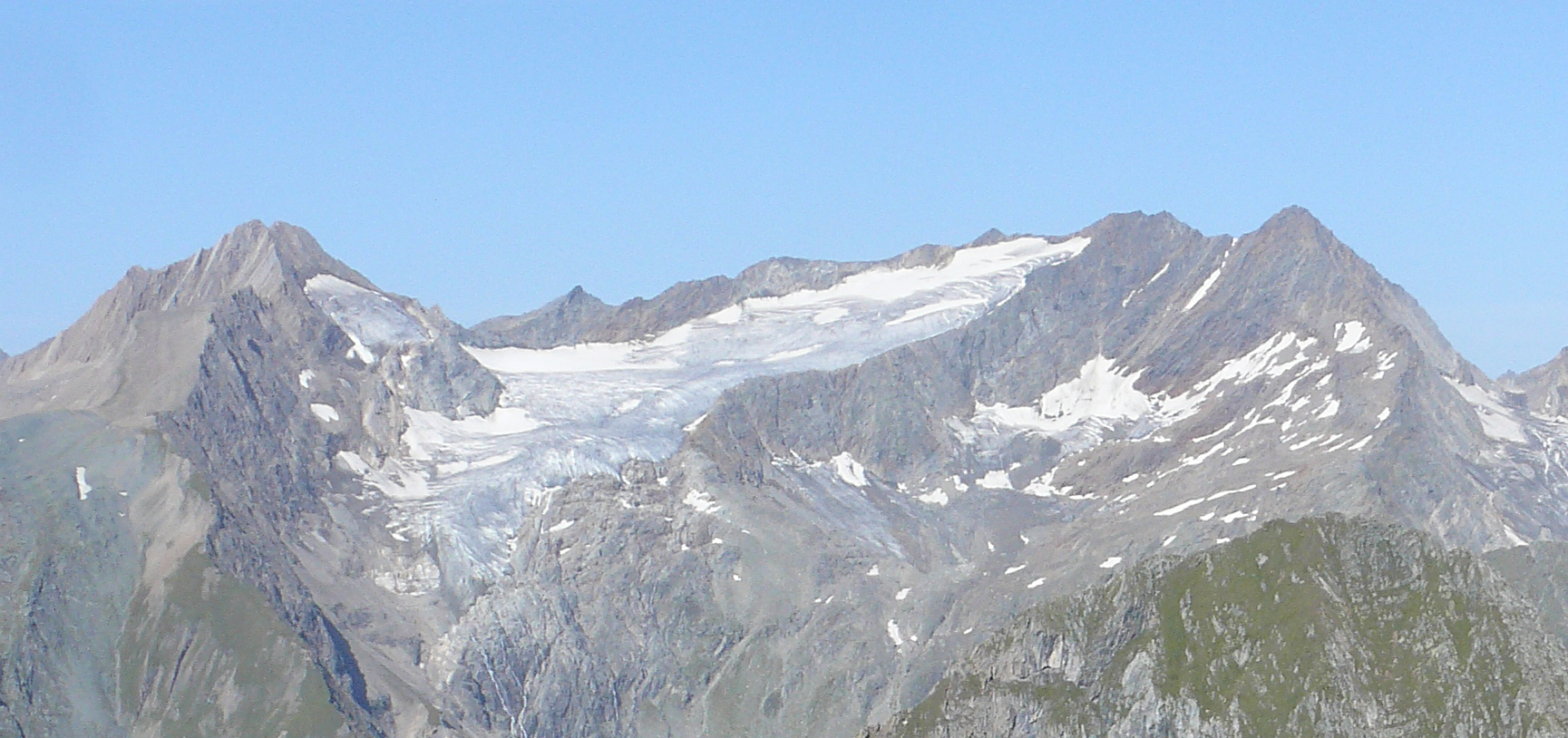

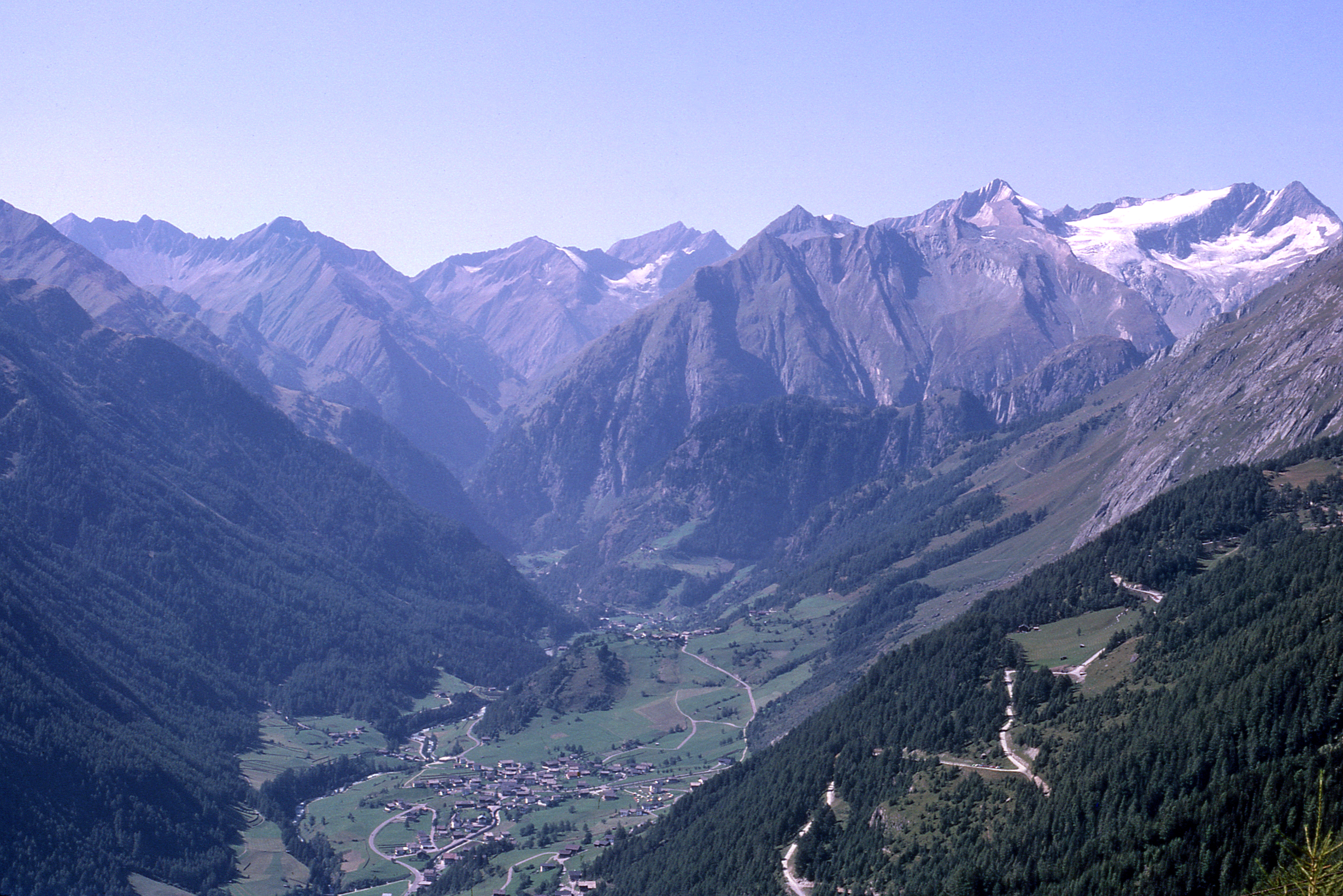

47°02′58″N 12°15′33″E / 47.049405°N 12.259221°E
馬爾哈姆峰（德語：Malhamspitzen），是奧地利的山峰，位於該國西部，由蒂羅爾州負責管轄，屬於維內迪傑山脈的一部分，海拔高度3,373米，每年平均降雨量1,874毫米。